# Hyundai Samho Heavy Industries
Hyundai Samho Heavy Industries Co., Ltd. (angleški akronim: HSHI, Hangul : 현대삼호중공업/Hyundai Samho Junggongup/, Hanja : 現代三湖重工業) je četrti največji ladjedelničar na svetu. Nahaja se v kraju Samhoeup, Yeongam, Južna Koreja. Na leto zgradi okrog 40-50 ladij z okrog 4,3 milijona GT.
Družbo 'Incheon Shipbuliding (인천조선)' so ustanovili kot podružnico podjetja Halla leta 1977. Prvi dok so zgradili v kraju Incheon. Leta 1990 so spremenili ime v 'Halla Heavy Industries' (한라중공업) in se premestili v Samhoup, Yeongam.
Leta 1977 je med azijsko finančno krizo podjetje Halla bankrotiralo. Potem so del lastnin prodali podjetju Hyundai Heavy Industries.
Leta 1999 so preimenovali v 'Samho Heavy Industries' in pozneje v sedanje ime 'Hyundai Samho Heavy Industries'. Danes ima Hyundai Heavy Industries 94,92% odstotokov delnic.
Ko so postali del Hyundai Heavy Industries se je podjetje zelo razširilo. Začeli so izdelovati tankerje na zemeljski plin, FPSO plovila, RO-RO ladje. Zgradili so tudi plavajoči suhi dok. Leta 2009 so dobili 3 milijarde naročil iz tujine. 
Hyundai Samho Heavy Industries ima dva velika (mega) doka in plavajoči dok. Na leto lahko zgradijo korg 50 ladij s skupno kapaciteto 4,3 milijona GT. Imajo pet velikih žerjavov Goljat s kapaciteto 900-1200 ton. 
Družba HSHI sodeluje pri povečanju Panamskega prekopa.
Prvo dok ima mere (504 x 100 x 13m) in lahko gradi ladje do nosilnosti 800 000 ton (DWT), drugi dok (594 x 104 x 13m) do nosilnosti 1 000 000 ton (DWT) in plavajoči dok (335 x 70 x 24m) do nosilnosti 500 000 ton (DWT). 
Od leta 1999 so zgradiji 46 ladij na razsuti tovor (bulkerjev) (skupaj 6 087 244 DWT), 134 tankerjev (23 722 329 DWT), 83 kontejnerskih ladij (6 356 184 DWT), 4 tankerje na tekoči naftni plin (224 272 DWT), 3 tankerje na utekočinjen zemelsjki plin (254 800 DWT), 10 ladij za vozila (238 754 DWT) in predelovalno naftno ploščad  FPSO (321 300 DWT).